# Leptobasis lucifer
Leptobasis lucifer – gatunek ważki z rodziny łątkowatych (Coenagrionidae).